# 都柱
都柱在秦、汉宫室建筑遗址和崖墓中，有的厅堂平面中仅设一颗柱子的做法。都柱一名稱後來也被借用來指稱漢代科學家張衡所製作候風地動儀中間的一根上粗下細的銅柱，是該儀器的中樞結構。